# Gråryggig havslöpare
Gråryggig havslöpare (Garrodia nereis) är en fågel i familjen havslöpare inom ordningen stormfåglar.

## Utseende och läten
Gråryggig havslöpare är en liten (17 cm) stormsvala som känns lätt igen på svartgrå ovansida, ljusgrå övergump och vit undersida. Den vita vingundersidan har en bred svart kant och fötterna sticker ut något utanför stjärten som är rakt avskuren.
Lätena liknar havslöparens, men är långsammare.

## Utbredning och systematik
Gråryggig havslöpare placeras som enda art i släktet Garrodia. Fågeln förekommer i vattnen runt Antarktis och utbredningsområdet sträcker sig så långt norrut som till cirka 35° S. Den häckar från Falklandsöarna österut till Chathamöarna.

## Levnadssätt
Fågeln livnär sig huvudsakligen på ungdjur av havstulpaner och andra kräftdjur. I flykten kan den röra sig likt havslöparen eller svartbukig stormsvala, särskilt när den studsar fram över vågorna med magplask, varefter den tar ny sats upp i luften.

### Häckning
Gråryggig havslöpare häckar i glesa kolonier. Den lägger varje december ett ägg, ofta på marken eller i tuvor. Äggen är kalkvita och ruvas av båda föräldrarna. De kläcks efter ungefär 45 dagar.

## Status och hot
Arten har ett stort utbredningsområde och en stor population, men tros minska i antal till följd av predation från invasiva arter vid boplatserna, dock inte tillräckligt kraftigt för att den ska betraktas som hotad. Internationella naturvårdsunionen IUCN kategoriserar därför arten som livskraftig (LC). Världspopulationen uppskattas till åtminstone 200.000 individer.

## Namn
Fågelns vetenskapliga släktesnamn Garrodia hedrar den engelske zoologen Alfred Henry Garrod (1846-1879). Tidigare var artens officiella svenska trivialnamn gråryggig stormsvala, men 2024 valde Birdlife Sveriges taxonomikommitté att justera namnet från stormsvala till havslöpare för att betona att de ej är närbesläktade med stormsvalorna i Hydrobatidae. Likaså har familjenamnet för Oceanitidae ändrats från sydstormsvalor till just havslöpare. Arten har även kallats gråryggad stormsvala och grågumpad stormsvala.